# Аскарі (військо)

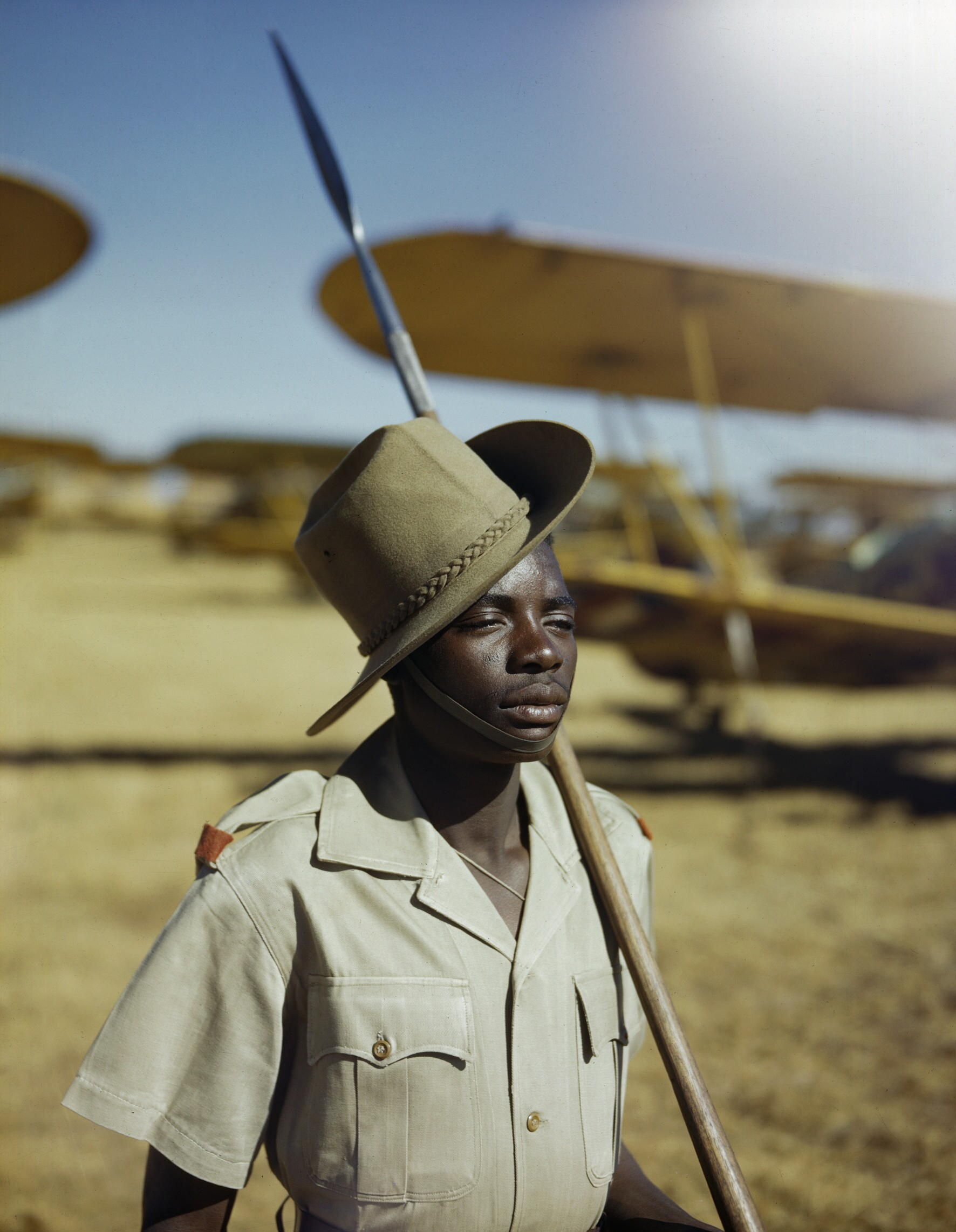
Аскарі зі списом. Школа льотної підготовки для навчання майбутніх пілотів Антигітлерівської коаліції. Ватерклуф, Преторія, ПАР, 1943 рік.

Аска́рі (араб. عسكري, досл. «солдат») — у ХІХ—ХХ століттях африканські солдати, що служили європейським колоніальним державам. Набиралися з тубільного населення Північної, Центральної і Східної Африки. Також місцеві поліцейські, жандарми, охоронці тощо, які перебували на службі у європейських держав.

## Історія
Спершу слово було запозичено з арабської такими мовами: амхарська, боснійська, італійська, перська, польська, сомалійська, суахілі, турецька та урду.
У період європейського колоніального правління в Африці солдати, набрані з місцевих тубільців, служили в італійських, британських, португальських, німецьких і бельгійських колоніальних арміях (тоді як в колоніях Франції та Іспанії спочатку не було такої практики).
Аскарі зіграли вирішальну роль в завоюванні різних колоніальних володінь, а потім служили в гарнізонах і силах внутрішньої безпеки. Під час обох світових воєн загони аскарі служили за межами своїх «рідних» колоній в різних частинах Африки, Близького Сходу та Азії.